# 成田空港高速鐵道

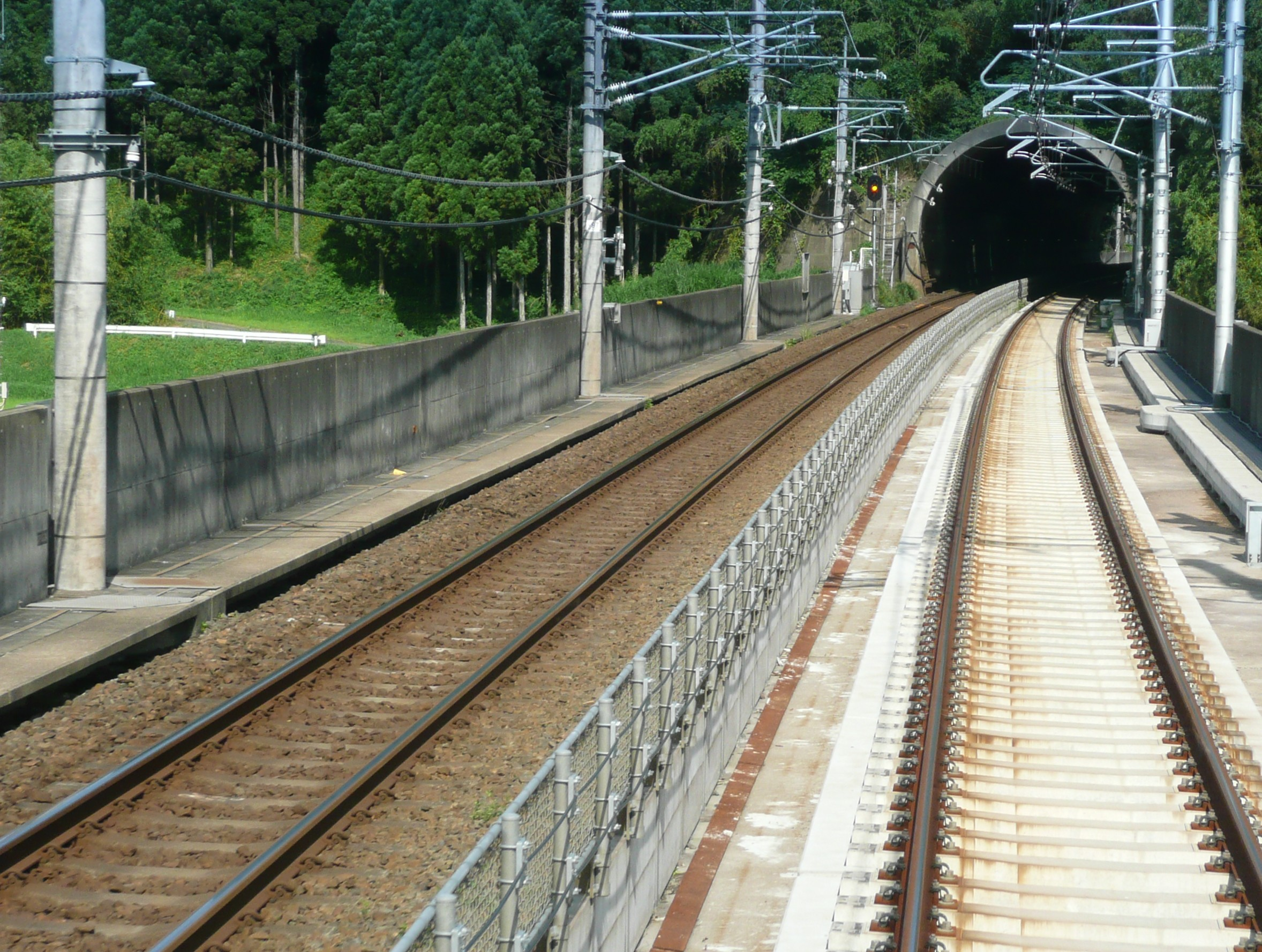
JR 列車在左鐵軌上運行，京成列車在右鐵軌上運行（2010 年 7 月，在堀內信號站-機場 2 號大樓站之間拍攝）

成田空港高速鐵道株式會社（日语：／ Narita Airport Rapid Railway Company Limited */?），簡稱成田空港高速鐵道，是一家由東日本旅客鐵道、京成電鐵、 成田國際空港公司、ANA控股、瑞穗銀行所合組的第三種鐵道事業公司。

## 概要
東日本旅客鐵道（JR東日本）成田線機場支線・成田線分岐點 - 成田機場站8.7km、京成電鐵京成本線・駒井野號誌站 - 成田空港站間2.1km、成田機場線・成田高速鐵道Access線路連接點 - 機場第2候機樓站間7.5km鐵路軌道自己的第三鐵道事業者。運行區間的JR東日本和京成電鐵（上下分離方式）鐵路是通過向成田空港高速鐵道支付鐵路費用來運營的。有關詳細信息，請參閱以下項目。

## 路線列表
成田空港高速鐵道僅持有下列路線，沒有營運列車，為第3種鐵道事業者。以下路線全部都由第2種鐵道事業者營運列車。
| 路線記號 | 中文線名       | 日文線名 | 第2種鐵道事業者 | 起點         | 終點                  | 距離（公里） |
| -------- | -------------- | -------- | --------------- | ------------ | --------------------- | ------------ |
| JO       | 成田線機場支線 |          | 東日本旅客鐵道  | 成田線分岐點 | 成田機場（JO37）      | 8.7          |
| KS       | 京成本線       |          | 京成電鐵        | 駒井野號誌站 | 成田機場（KS42）      | 2.1          |
| KS       | 成田機場線     |          | 京成電鐵        | 線路連接點   | 機場第2候機樓（KS41） | 7.5          |

## 所有施設
- 機場第2候機樓站
- 成田機場站
- 根古屋信號場 (京成)
- 堀之內信號場

## 外部連結
- 成田空港高速鐵道（日文） （页面存档备份，存于）